# Halálozások 2001-ben
Ez a szócikk a 2001-es évben elhunyt nevezetes személyeket sorolja fel.

## December
| Dátum          | Név                   | Foglalkozás / tisztség                                                 | Kor | Forrás |
| -------------- | --------------------- | ---------------------------------------------------------------------- | --- | ------ |
| Ismeretlen nap | Josef Věntus          | Európa-bajnok és olimpiai bronzérmes (1964 és 1964) csehszlovák evezős | 070 |        |
| december 31.   | Eileen Heckart        | amerikai színésznő                                                     | 082 |        |
| december 31.   | Paul Hubschmid        | svájci színész                                                         | 084 |        |
| december 31.   | David Swift           | amerikai forgatókönyvíró, filmrendező, producer                        | 082 |        |
| december 30.   | Ember Mária           | magyar író, újságíró, műkritikus                                       | 070 |        |
| december 29.   | Cássia Eller          | brazil énekes, zenész                                                  | 039 |        |
| december 29.   | Kepes György          | festő, tervező, képzőművészeti író                                     | 095 |        |
| december 27.   | Borisz Ribakov        | szovjet-orosz történész, régész                                        | 093 | –      |
| december 26.   | Nigel Hawthorne       | angol színész                                                          | 072 |        |
| december 23.   | Jelle Zijlstra        | holland közgazdász, politikus, miniszterelnök (1966–1967)              | 083 |        |
| december 22.   | Jacques Mayol         | francia búvár                                                          | 074 |        |
| december 21.   | Jacques Mauclair      | francia színész                                                        | 082 | [ 1 ]  |
| december 21.   | Sebők Tamás           | magyar származású amerikai nyelvész, szemiotikus                       | 081 |        |
| december 20.   | Léopold Sédar Senghor | szerer költő, politikus, Szenegál első elnöke                          | 095 |        |
| december 18.   | Gilbert Bécaud        | francia énekes, zeneszerző, zongorista és színész                      | 074 |        |
| december 17.   | Gerald Ashby          | angol labdarúgó játékvezető                                            | 052 |        |
| december 17.   | Martha Mödl           | német operaénekesnő                                                    | 089 |        |
| december 17.   | Frédéric de Pasquale  | francia színész                                                        | 070 |        |
| december 16.   | Stefan Heym           | német író, politikus                                                   | 088 |        |
| december 15.   | Rufus Thomas          | amerikai rhythm and blues-, funk-, soulénekes, dalszerző               | 084 |        |
| december 15.   | Hexendorf Edit        | magyar nyelvész, nyelvtörténész, művelődéstörténész                    | 074 |        |
| december 14.   | Árvai Jolán           | filmrendező                                                            | 054 |        |
| december 14.   | Ardito Desio          | olasz geológus, felfedező, geográfus                                   | 104 | [ 2 ]  |
| december 14.   | W. G. Sebald          | német író                                                              | 057 |        |
| december 12.   | Josef Bican           | osztrák és csehszlovák cseh labdarúgó és edző                          | 088 | –      |
| december 12.   | Jean Richard          | francia színész, cirkuszigazgató                                       | 080 |        |
| december 11.   | John Wilkinson Taylor | amerikai pedagógus, az UNESCO főigazgatója (1952–1953)                 | 095 |        |
| december 8.    | Betty Holberton       | amerikai informatikus, az ENIAC egyik megalkotója                      | 084 |        |
| december 7.    | Pauline Moore         | amerikai színésznő (A három testőr)                                    | 087 |        |
| december 4.    | Silvio Clementelli    | olasz filmproducer (Vesztesek és győztesek)                            | 075 | –      |
| december 3.    | Juan José Arreola     | mexikói író, költő                                                     | 083 |        |
| december 3.    | Harry Winter          | német-osztrák énekes                                                   | 087 |        |
| december 2.    | Bruce Halford         | brit autóversenyző                                                     | 070 | –      |
| december 1.    | Jean-Pierre Chabrol   | francia író                                                            | 076 |        |
| december 1.    | Jakucs László         | geológus, egyetemi tanár                                               | 075 |        |
| december 1.    | Doreen Micallef       | máltai költő, drámaíró                                                 | 052 |        |
| december 1.    | Pavel Szadirin        | szovjet labdarúgó, később orosz labdarúgóedző                          | 059 | –      |

## November
| Dátum        | Név                            | Foglalkozás / tisztség                                         | Kor | Forrás |
| ------------ | ------------------------------ | -------------------------------------------------------------- | --- | ------ |
| november 29. | Usman Awang                    | maláj költő                                                    | 071 | –      |
| november 29. | Budd Boetticher                | amerikai filmrendező                                           | 085 |        |
| november 29. | George Harrison                | brit zenész, énekes, a Beatles tagja                           | 058 |        |
| november 28. | Gleb Lozino-Lozinszkij         | orosz nemzetiségű szovjet mérnök, repülőgép-tervező            | 091 |        |
| november 28. | Igor Sztyecskin                | szovjet fegyvertervező                                         | 079 |        |
| november 26. | Mathias Clemens (Mett Clemens) | luxemburgi kerékpárversenyző                                   | 086 | [ 3 ]  |
| november 26. | Nils-Aslak Valkeapää           | számi-finn énekes, költő, színész                              | 058 | –      |
| november 24. | Melanie Thornton               | amerikai énekesnő (La Bouche)                                  | 034 |        |
| november 22. | V. Tóth László                 | festő, graffikus                                               | 071 |        |
| november 20. | Schiffer Pál                   | szociáldemokrata politikus, nagykövet, országgyűlési képviselő | 090 |        |
| november 17. | Harrison A. Williams           | amerikai szenátor (New Jersey, 1959–1982)                      | 081 |        |
| november 16. | Tommy Flanagan                 | amerikai dzsessz-zongorista                                    | 071 | –      |
| november 14. | Charlotte Coleman              | brit színésznő (Négy esküvő és egy temetés)                    | 033 |        |
| november 14. | Juan Carlos Lorenzo            | argentin labdarúgó, labdarúgóedző                              | 079 |        |
| november 12. | Albert Hague                   | német-zsidó származású amerikai színész, dalszerző             | 081 |        |
| november 12. | Babik Reinhardt                | francia dzsesszgitáros                                         | 057 | [ 4 ]  |
| november 10. | Ken Kesey                      | amerikai író                                                   | 066 |        |
| november 10. | Pálffy István                  | irodalomtörténész, kritikus                                    | 072 | –      |
| november 9.  | Giovanni Leone                 | olasz politikus, az Olasz Köztársaság elnöke (1991–1998)       | 093 |        |
| november 7.  | Hidari Szacsiko                | japán színésznő                                                | 071 |        |
| november 6.  | Csonka Endre                   | színész                                                        | 086 | –      |
| november 5.  | Roy Boulting                   | brit filmrendező (A láthatatlan kéz)                           | 087 |        |
| november 3.  | Sir Ernst Gombrich             | Angliában élő osztrák művészettörténész                        | 092 |        |
| november 3.  | Zsófia                         | görög hercegnő                                                 | 087 |        |
| november 2.  | Réber László                   | grafikus, karikaturista                                        | 081 |        |
| november 1.  | Juan Bosch                     | dominikai köztársasági politikus, államelnök (1963)            | 092 |        |

## Október
| Dátum       | Név                              | Foglalkozás / tisztség                                                                 | Kor | Forrás |
| ----------- | -------------------------------- | -------------------------------------------------------------------------------------- | --- | ------ |
| október 29. | Grigorij Csuhraj                 | szovjet filmrendező                                                                    | 080 |        |
| október 28. | Kelemen József                   | labdarúgó                                                                              | 053 | –      |
| október 25. | Marvin Harris                    | amerikai antropológus                                                                  | 074 |        |
| október 25. | Szoraja Eszfándijári(-Bahtijári) | iráni királyné                                                                         | 069 |        |
| október 24. | Eugenio Granell                  | spanyol-galiciai festő, író                                                            | 088 |        |
| október 24. | Simatani Szeisiró                | japán labdarúgó                                                                        | 062 | –      |
| október 24. | Varjas Gyula                     | festőművész                                                                            | 085 | –      |
| október 24. | Wurm István                      | magyar származású ausztrál nyelvész                                                    | 079 |        |
| október 22. | Roger Coggio                     | francia színész, rendező                                                               | 067 |        |
| október 21. | David Lowell Rich                | amerikai filmrendező, producer                                                         | 081 | –      |
| október 20. | Philippe Agostini                | francia operatőr, forgatókönyvíró, filmrendező                                         | 091 |        |
| október 19. | Ray Lovejoy                      | brit filmvágó                                                                          | 062 |        |
| október 17. | Jay Livingston                   | amerikai, énekes, filmzeneszerző                                                       | 086 |        |
| október 17. | Micheline Ostermeyer             | olimpiai bajnok (1948) francia atléta, súlylökő és zongoraművész                       | 078 |        |
| október 17. | Szilágyi Gyula                   | válogatott labdarúgó                                                                   | 078 |        |
| október 16. | Jurij Ozerov                     | szovjet-orosz filmrendező (Felszabadítás)                                              | 080 | –      |
| október 15. | Csang Hszüe-liang                | kínai katona                                                                           | 100 |        |
| október 11. | Krzysztof Chamiec                | lengyel színész                                                                        | 071 |        |
| október 11. | Gál János                        | magyar erdőmérnök, egyetemi tanár                                                      | 072 | –      |
| október 10. | Vaszilij Misin                   | szovjet-orosz mérnök, a rakétagyártás és a szovjet űrkutatás egyik vezető személyisége | 084 | –      |
| október 10. | Anna Amelia Obermeyer            | dél-afrikai botanikus                                                                  | 094 | –      |
| október 9.  | Herbert Ross                     | amerikai színész, rendező, producer, koreográfus                                       | 074 |        |
| október 9.  | Simonyi Károly                   | fizikus, tanár                                                                         | 084 |        |
| október 8.  | Javed Iqbal                      | pakisztáni sorozatgyilkos                                                              | 045 |        |
| október 7.  | Mongo Beti                       | kameruni író                                                                           | 069 |        |
| október 6.  | Axel Düberg                      | svéd színész                                                                           | 073 |        |
| október 5.  | Mike Mansfield                   | amerikai politikus, Montana szenátora                                                  | 098 | –      |
| október 5.  | Székely Zoltán                   | hegedűművész, zeneszerző                                                               | 097 |        |
| október 4.  | Antonín Máša                     | csehszlovák filmrendező                                                                | 066 |        |
| október 3.  | Schiffer Pál                     | filmrendező                                                                            | 062 |        |
| október 3.  | Rudolf Witzig                    | második világháborús német ejtőernyős tiszt                                            | 085 | –      |
| október 2.  | Hunyadi László                   | színész                                                                                | 050 | –      |

## Szeptember
| Dátum          | Név                        | Foglalkozás / tisztség                                                                           | Kor | Forrás |
| -------------- | -------------------------- | ------------------------------------------------------------------------------------------------ | --- | ------ |
| szeptember 30. | Luis Bar Boo               | spanyol-galiciai színész                                                                         | 074 |        |
| szeptember 30. | Jenny Jugo                 | osztrák színésznő                                                                                | 097 |        |
| szeptember 30. | Zsigmond József            | erdélyi magyar néprajzi, erdészeti szakíró                                                       | 082 |        |
| szeptember 29. | Gloria Foster              | amerikai színésznő                                                                               | 067 |        |
| szeptember 29. | Gellu Naum                 | román író                                                                                        | 086 | –      |
| szeptember 29. | Nguyễn Văn Thiệu           | Dél-Vietnám elnöke (1965–1975)                                                                   | 078 |        |
| szeptember 26. | Helia Bravo Hollis         | mexikói botanikus                                                                                | 099 |        |
| szeptember 22. | Hilde Holger               | osztrák-zsidó származású brit táncművésznő, koreográfus                                          | 095 | –      |
| szeptember 22. | Isaac Stern                | amerikai hegedűművész                                                                            | 081 | –      |
| szeptember 20. | Marcos Pérez Jiménez       | venezuelai katona, politikus, elnök                                                              | 087 |        |
| szeptember 20. | Karl-Eduard von Schnitzler | német újságíró és televízióműsor-vezető                                                          | 083 |        |
| szeptember 16. | François Bédarida          | francia történész                                                                                | 075 |        |
| szeptember 13. | Dorothy McGuire            | amerikai színésznő                                                                               | 085 |        |
| szeptember 13. | Charles Regnier            | német színész                                                                                    | 087 |        |
| szeptember 11. | Mohamed Atta               | egyiptomi terrorista, az egyik gépeltérítő az American Airlines 11-en                            | 033 |        |
| szeptember 11. | David Angell               | amerikai televíziós producer, utas az American Airlines 11-en                                    | 055 |        |
| szeptember 11. | Garnet Bailey              | kanadai jégkorongozó és cserkész, utas a United Airlines Flight 175-ön                           | 053 |        |
| szeptember 11. | Fayez Banihammad           | Emirati, az egyik gépeltérítő a United Airlines Flight 175-ön                                    | 024 |        |
| szeptember 11. | Todd Beamer                | az amerikai légitársaság utasszállítója, a United Airlines Flight 93-on                          | 032 |        |
| szeptember 11. | Berry Berenson             | amerikai színésznő és fotós, utas az American Airlines 11-en                                     | 053 |        |
| szeptember 11. | Carolyn Beug               | amerikai filmrendező, utas az American Airlines 11-en                                            | 048 |        |
| szeptember 11. | Bill Biggart               | amerikai fotóriporter                                                                            | 054 |        |
| szeptember 11. | Mark Bingham               | az amerikai légitársaság utasszállítója, a United Airlines Flight 93-on                          | 031 |        |
| szeptember 11. | Ronald Paul Bucca          | amerikai tűzoltó marsall                                                                         | 047 |        |
| szeptember 11. | Charles Burlingame         | amerikai pilóta az American Airlines 77-es járatán                                               | 051 |        |
| szeptember 11. | Tom Burnett                | az amerikai légitársaság utasszállítója United Airlines Flight 93-on                             | 038 |        |
| szeptember 11. | William E. Caswell         | amerikai fizikus, utas az American Airlines 77-es járatán                                        | 054 |        |
| szeptember 11. | Kevin Cosgrove             | amerikai üzlet vezető                                                                            | 046 |        |
| szeptember 11. | Welles Crowther            | amerikai befektetési bankár                                                                      | 024 |        |
| szeptember 11. | William M. Feehan          | amerikai tűzoltóság helyettes vezetője                                                           | 072 |        |
| szeptember 11. | Wilson Flagg               | egykori ellentengernagy                                                                          | 062 |        |
| szeptember 11. | Peter J. Ganci Jr.         | New York-i tűzoltóság vezetője                                                                   | 054 |        |
| szeptember 11. | Ahmed al-Ghamdi            | Szaúd-arábiai terrorista, az egyik gépeltérítő, a United Airlines Flight 175-ön                  | 022 |        |
| szeptember 11. | Hamza al-Ghamdi            | Szaúd-arábiai terrorista, az egyik gépeltérítő, a United Airlines Flight 175-ön                  | 020 |        |
| szeptember 11. | Saeed al-Ghamdi            | Szaúd-arábiai terrorista, az egyik gépeltérítő, a United Airlines Flight 93-on                   | 021 |        |
| szeptember 11. | Keith A. Glascoe           | amerikai színész, tűzoltó, amerikaifutball-játékos                                               | 038 |        |
| szeptember 11. | Jeremy Glick               | az amerikai légitársaság utasszállítója, a United Airlines Flight 93-on                          | 031 |        |
| szeptember 11. | Lauren Grandcolas          | amerikai szerző, utas a United Airlines Flight 93-on                                             | 038 |        |
| szeptember 11. | Nezam Hafiz                | amerikai krikettjátékos                                                                          | 032 |        |
| szeptember 11. | Mohammad Salman Hamdani    | amerikai kutató szakember                                                                        | 023 |        |
| szeptember 11. | Hani Hanjour               | Szaúd-arábiai terrorista, az egyik gépeltérítő az American Airlines 77-es járatán                | 029 |        |
| szeptember 11. | Nawaf al-Hazmi             | Szaúd-arábiai terrorista, az egyik gépeltérítő az American Airlines 77-es járatán                | 025 |        |
| szeptember 11. | Salem al-Hazmi             | Szaúd-arábiai terrorista, az egyik gépeltérítő az American Airlines 77-es járatán                | 020 |        |
| szeptember 11. | Ahmed al-Haznawi           | Szaúd-arábiai terrorista, az egyik gépeltérítő a United Airlines Flight 93-on                    | 020 |        |
| szeptember 11. | LeRoy Homer Jr.            | amerikai pilóta United Airlines Flight 93-on                                                     | 035 |        |
| szeptember 11. | Ziad Jarrah                | libanoni terrorista, az egyik gépeltérítő a United Airlines Flight 93-on                         | 026 |        |
| szeptember 11. | Charles Edward Jones       | amerikai űrhajós, utas az American Airlines 11-en                                                | 048 |        |
| szeptember 11. | Mychal Judge               | a New York-i a tűzoltóság lelkésze                                                               | 067 |        |
| szeptember 11. | Neil David Levin           | a Port Authority of New York és New Jersey ügyvezető igazgatója                                  | 046 |        |
| szeptember 11. | Daniel M. Lewin            | az Akamai Technologiesnek a társ-alapítója, utas az American Airlines 11-en                      | 031 |        |
| szeptember 11. | Eamon McEneaney            | amerikai lacrosse játékos                                                                        | 046 |        |
| szeptember 11. | Timothy Maude              | amerikai altábornagy                                                                             | 063 |        |
| szeptember 11. | Khalid al-Mihdhar          | Szaúd-arábiai terrorista, az egyik gépeltérítő az American Airlines 77-es járatán                | 026 |        |
| szeptember 11. | Majed Moqed                | Szaúd-arábiai terrorista, az egyik gépeltérítő az American Airlines 77-es járatán                | 024 |        |
| szeptember 11. | Ahmed al-Nami              | Szaúd-arábiai terrorista, az egyik gépeltérítő a United Airlines Flight 93-an                    | 023 |        |
| szeptember 11. | John Ogonowski             | amerikai pilóta az American Airlines 11-en                                                       | 052 |        |
| szeptember 11. | Barbara Olson              | amerikai televíziós kommentátor, utas az American Airlines 77-es járatán                         | 045 |        |
| szeptember 11. | Abdulaziz al-Omari         | Szaúd-arábiai terrorista, az egyik gépeltérítő az American Airlines 11-en                        | 022 |        |
| szeptember 11. | John P. O'Neill            | amerikai terrorizmusellenes szakértő                                                             | 049 |        |
| szeptember 11. | Betty Ong                  | amerikai légiutas-kísérő az American Airlines 11-en                                              | 045 |        |
| szeptember 11. | Orio Palmer                | amerikai tűzoltó                                                                                 | 045 |        |
| szeptember 11. | Dominick Pezzulo           | amerikai rendőr                                                                                  | 036 |        |
| szeptember 11. | Sneha Anne Philip          | amerikai orvos, aki feltételezhetően, a terror támadás áldozata lett                             | 031 |        |
| szeptember 11. | Rick Rescorla              | a Világkereskedelmi Központ biztonsági főnöke, a Morgan Stanley pénzügyi szolgáltató vállalatnál | 062 |        |
| szeptember 11. | Michael Richards           | jamaikai születésű amerikai szobrász                                                             | 038 |        |
| szeptember 11. | Marwan al-Shehhi           | Emirati terrorista, az egyik gépeltérítő a United Airlines Flight 175-ön                         | 023 |        |
| szeptember 11. | Mohand al-Shehri           | Szaúd-Arábiai, terrorista az egyik gépeltérítő a United Airlines Flight 175-ön                   | 022 |        |
| szeptember 11. | Wail al-Shehri             | Szaúd-Arábiai, az egyik gépeltérítő az American Airlines 11-en                                   | 028 |        |
| szeptember 11. | Waleed al-Shehri           | Szaúd-Arábiai terrorista, az egyik gépeltérítő az American Airlines 11-en                        | 022 |        |
| szeptember 11. | Satam al-Suqami            | Szaúd-Arábiai terrorista, az egyik gépeltérítő az American Airlines 11-en                        | 025 |        |
| szeptember 11. | Madeline Amy Sweeney       | amerikai légiutas-kísérő az American Airlines 11-en                                              | 035 |        |
| szeptember 11. | Abraham Zelmanowitz        | amerikai számítógép-programozó                                                                   | 055 |        |
| szeptember 9.  | Ahmad Sah Maszud           | tádzsik katonatiszt, politikus, Afganisztán katonai vezetője                                     | 048 |        |
| szeptember 8.  | Pach Zsigmond Pál          | történész, egyetemi tanár                                                                        | 082 |        |
| szeptember 4.  | Simó Sándor                | filmrendező                                                                                      | 067 |        |
| szeptember 3.  | Pauline Kael               | amerikai filmkritikus                                                                            | 082 |        |
| szeptember 3.  | Thuy Trang                 | vietnámi-amerikai színésznő                                                                      | 027 |        |
| szeptember 3.  | Tóth Eszter                | költő, író                                                                                       | 081 | –      |
| szeptember 2.  | Christiaan Barnard         | dél-afrikai sebészorvos, aki az első, emberen végrehajtott szívátültetést végezte                | 078 |        |
| szeptember 2.  | Troy Donahue               | amerikai színész, énekes                                                                         | 065 |        |

## Augusztus
| Dátum          | Név                      | Foglalkozás / tisztség                                    | Kor | Forrás |
| -------------- | ------------------------ | --------------------------------------------------------- | --- | ------ |
| Ismeretlen nap | Zimre Gyula              | metodista lelkész                                         | 093 | –      |
| augusztus 30.  | Juan Acuña               | spanyol labdarúgó                                         | 078 | –      |
| augusztus 30.  | Julie Bishop             | amerikai színésznő                                        | 087 |        |
| augusztus 30.  | Govan Mbeki              | dél-afrikai politikus, katonai parancsnok                 | 091 |        |
| augusztus 29.  | Francisco Rabal          | spanyol színész                                           | 075 |        |
| augusztus 26.  | Marita Petersen          | Feröer első női miniszterelnöke                           | 060 |        |
| augusztus 25.  | Aaliyah                  | amerikai énekesnő                                         | 022 |        |
| augusztus 25.  | Philippe Léotard         | francia színész, énekes                                   | 060 |        |
| augusztus 25.  | Ken Tyrrell              | amerikai autóversenyző, a Tyrrell Racing alapítója        | 077 | –      |
| augusztus 24.  | Jane Greer               | amerikai színésznő                                        | 076 |        |
| augusztus 23.  | Kathleen Freeman         | amerikai színésznő                                        | 082 |        |
| augusztus 22.  | Bernard Heuvelmans       | belga-francia kriptozoológus                              | 084 |        |
| augusztus 22.  | Spiro Koleka             | albán kommunista politikus                                | 093 | –      |
| augusztus 21.  | Engel Pál                | történész, középkorkutató                                 | 063 |        |
| augusztus 21.  | Juan Antonio Villacañas  | spanyol költő, kritikus                                   | 079 | –      |
| augusztus 20.  | Fred Hoyle               | angol kozmológus, matematikus-csillagász, sci-fi-író      | 086 | –      |
| augusztus 20.  | Kim Stanley              | kétszeres Emmy-díjas amerikai színésznő                   | 076 |        |
| augusztus 19.  | Betty Everett            | afroamerikai Rhythm and blues-zongorista, gospel-énekesnő | 061 |        |
| augusztus 19.  | Donald Woods             | dél-afrikai újságíró, apartheidellenes aktivista          | 067 |        |
| augusztus 17.  | Emilio Adolfo Westphalen | perui költő, esszéíró                                     | 090 |        |
| augusztus 17.  | Vancsik Zoltán           | magyar politikus                                          | 058 |        |
| augusztus 14.  | Jackie "Butch" Jenkins   | amerikai gyerekszínész (És az élet megy tovább)           | 063 |        |
| augusztus 13.  | Manuel Alvar             | spanyol filológus, dialektológus                          | 078 |        |
| augusztus 13.  | Otto Stuppacher          | osztrák autóversenyző                                     | 054 | –      |
| augusztus 10.  | Maróthy János            | zenetörténész                                             | 075 |        |
| augusztus 10.  | Donászi Aladár           | bűnöző                                                    | 047 |        |
| augusztus 10.  | Sztanyiszlav Rosztockij  | szovjet-orosz filmrendező                                 | 079 |        |
| augusztus 9.   | Zsakó János              | kémikus, egyetemi tanár                                   | 075 |        |
| augusztus 8.   | Palicskó Tibor           | magyar labdarúgó, edző                                    | 072 | –      |
| augusztus 6.   | Jorge Amado              | brazil író                                                | 088 | –      |
| augusztus 6.   | Dương Văn Minh           | vietnámi tábornok                                         | 082 | –      |
| augusztus 6.   | Wilhelm Mohnke           | német SS-parancsnok                                       | 090 | –      |
| augusztus 6.   | Dorothy Tutin            | BAFTA-díjas brit színésznő                                | 071 |        |
| augusztus 3.   | Hans Holt                | osztrák színész                                           | 091 |        |
| augusztus 3.   | Silimon-Várday Zoltán    | pedagógus, újságíró                                       | 061 | –      |
| augusztus 1.   | Jay Chamberlain          | amerikai autóversenyző                                    | 075 | –      |

## Július
| Dátum      | Név                             | Foglalkozás / tisztség                                             | Kor | Forrás |
| ---------- | ------------------------------- | ------------------------------------------------------------------ | --- | ------ |
| július 31. | Poul Anderson                   | amerikai sci-fi író                                                | 074 | –      |
| július 31. | Francisco da Costa Gomes        | portugál katonatiszt, politikus, köztársasági elnök                | 087 |        |
| július 31. | Vásárhelyi Miklós               | újságíró                                                           | 083 |        |
| július 29. | Edward Gierek                   | lengyel kommunista politikus                                       | 088 |        |
| július 25. | Carmen Portinho                 | brazil mérnök, várostervező, feminista aktivista                   | 098 |        |
| július 23. | Eudora Welty                    | Pulitzer-díjas amerikai novellista, regényíró                      | 092 |        |
| július 22. | Mészöly Miklós                  | író                                                                | 080 |        |
| július 22. | Indro Montanelli                | olasz újságíró, író                                                | 092 |        |
| július 22. | Marija Kindratyivna Horohovszka | olimpiai bajnok (1952 és világbajnok szovjet tornász               | 079 | [ 5 ]  |
| július 17. | Katharine Graham                | amerikai újságíró, lapkiadó                                        | 084 |        |
| július 17. | Wilhelm Simetsreiter            | német válogatott labdarúgó                                         | 086 |        |
| július 16. | Morris (képregényrajzoló)       | belga képregényrajzoló                                             | 077 | –      |
| július 16. | Beate Uhse                      | német pilóta és szexológus                                         | 081 |        |
| július 12. | Paul Magloire                   | haiti politikus, államelnök                                        | 093 |        |
| július 11. | Herman Brood                    | holland énekes, színész, zongorista, festő, költő                  | 054 |        |
| július 11. | Cândida Branca Flor             | portugál énekesnő                                                  | 051 |        |
| július 8.  | Irma Seikkula                   | finn színésznő                                                     | 087 |        |
| július 6.  | Enrique Mateos                  | spanyol labdarúgó                                                  | 066 |        |
| július 6.  | Németh Amadé                    | karmester, zeneszerző                                              | 078 |        |
| július 1.  | Nyikolaj Baszov                 | Nobel-díjas orosz fizikus, a kvantumelektronika egyik megalapítója | 078 |        |

## Június
| Dátum      | Név                           | Foglalkozás / tisztség                                                        | Kor | Forrás |
| ---------- | ----------------------------- | ----------------------------------------------------------------------------- | --- | ------ |
| június 30. | Chet Atkins                   | amerikai gitáros, énekes, hegedűs, dalszerző, producer                        | 077 | –      |
| június 30. | Giancarlo Brusati             | olimpiai és világbajnok olasz párbajtőrvívó                                   | 091 |        |
| június 30. | Joe Fagan                     | angol labdarúgóedző (Liverpool FC)                                            | 080 | –      |
| június 30. | Joe Henderson                 | háromszoros Grammy-díjas amerikai tenorszaxofonos                             | 064 | –      |
| június 28. | Mortimer J. Adler             | amerikai filozófus                                                            | 098 |        |
| június 28. | Joan Sims                     | angol színésznő                                                               | 071 |        |
| június 27. | Tove Jansson                  | finnországi svéd gyermekkönyvíró, festő, illusztrátor, képregényszerző        | 086 | –      |
| június 27. | Jack Lemmon                   | Oscar-díjas amerikai színész                                                  | 076 |        |
| június 25. | Kurt Hoffmann                 | német rendező, forgatókönyvíró, producer                                      | 090 |        |
| június 24. | Kiss Dezső                    | fizikus, az MTA tagja, a részecske- és magfizikai kutatások kiemelkedő alakja | 072 |        |
| június 24. | Milton Santos                 | brazil geográfus                                                              | 075 |        |
| június 23. | Corinne Calvet                | francia-amerikai színésznő                                                    | 076 |        |
| június 22. | Luis Carniglia                | argentin labdarúgó, labdarúgóedző                                             | 083 |        |
| június 21. | John Lee Hooker               | amerikai blueszenész                                                          | 083 |        |
| június 21. | Carroll O'Connor              | amerikai színész, rendező, producer                                           | 076 |        |
| június 20. | Zsuffka Viktor                | atléta, rúdugró, olimpikon                                                    | 091 |        |
| június 17. | Donald Cram                   | Nobel-díjas amerikai kémikus                                                  | 082 |        |
| június 17. | Christine Niederberger Betton | francia régész                                                                | 067 |        |
| június 16. | Janine Crispin                | francia színésznő (Vágyakozás)                                                | 089 | [ 6 ]  |
| június 16. | Ranga László                  | raliversenyző                                                                 | 044 |        |
| június 16. | Szervác József                | József Attila-díjas költő                                                     | 049 |        |
| június 15. | Henri Alekan                  | francia operatőr                                                              | 092 | –      |
| június 14. | Völgyes Iván                  | történész, politológus                                                        | 065 | –      |
| június 11. | Fekete Sándor                 | író, újságíró, irodalomtörténész                                              | 074 |        |
| június 11. | Timothy McVeigh               | amerikai terrorista                                                           | 033 |        |
| június 10. | Joyce King                    | ausztrál atléta                                                               | 081 |        |
| június 7.  | Franco Balducci               | olasz színész                                                                 | 078 |        |
| június 7.  | Víctor Paz Estenssoro         | bolíviai politikus,elnök (1952–1956)                                          | 093 |        |
| június 4.  | Dipendra nepáli király        | a Sah-dinasztia tagja                                                         | 029 |        |
| június 4.  | Bóna István                   | magyar régész                                                                 | 071 |        |
| június 4.  | Ruth Sanger                   | ausztrál hematológus, szerológus                                              | 082 | –      |
| június 3.  | Hégető Honorka                | televíziós riporter, műsorszerkesztő                                          | 029 |        |
| június 3.  | Anthony Quinn                 | amerikai színész                                                              | 086 |        |
| június 2.  | Imogene Coca                  | amerikai színésznő (Családi vakáció)                                          | 092 |        |
| június 1.  | Bírendra                      | a Sah-dinasztia tagja                                                         | 055 |        |
| június 1.  | Aisvari                       | a Rana-ház tagja                                                              | 051 |        |
| június 1.  | Sruti                         | a Sah-dinasztia tagja                                                         | 024 |        |
| június 1.  | Niradzsan                     | a Sah-dinasztia tagja                                                         | 023 |        |

## Május
| Dátum     | Név                  | Foglalkozás / tisztség                                          | Kor | Forrás          |
| --------- | -------------------- | --------------------------------------------------------------- | --- | --------------- |
| május 31. | Arlene Francis       | amerikai színésznő                                              | 093 |                 |
| május 31. | Vayer Tamás          | díszlettervező                                                  | 059 |                 |
| május 29. | Temessy Hédi         | színésznő                                                       | 076 |                 |
| május 29. | Zentay Ferenc        | színész                                                         | 084 |                 |
| május 28. | Francisco Varela     | chilei neurobiológus és filozófus                               | 054 |                 |
| május 27. | Bozóky István        | színész, rendező, színigazgató, dramaturg                       | 080 | –               |
| május 27. | Taninecz István      | magyar származású ukrán atléta                                  | 073 | –               |
| május 26. | Vittorio Brambilla   | olasz autóversenyző, egyszeres futamgyőztes Formula–1-es pilóta | 063 |                 |
| május 26. | Anne Haney           | amerikai színésznő                                              | 067 |                 |
| május 25. | Alberto Korda        | kubai fotográfus                                                | 072 |                 |
| május 24. | Patricia Robertson   | amerikai orvos, űrhajós                                         | 038 |                 |
| május 24. | Javier Urruticoechea | spanyol labdarúgó kapus                                         | 049 |                 |
| május 23. | Jean Champion        | francia színész (Cherbourgi esernyők)                           | 087 |                 |
| május 22. | Katharine Bartlett   | amerikai fizikai antropológus                                   | 093 | –               |
| május 22. | Fock Jenő            | egykori miniszterelnök, kommunista politikus                    | 085 |                 |
| május 21. | Barna Sándor         | labdarúgó, kapus                                                | 067 | –               |
| május 21. | Tad Szulc            | amerikai-brazil-lengyel újságíró, író                           | 074 |                 |
| május 17. | Jacques-Louis Lions  | francia matematikus                                             | 073 |                 |
| május 16. | Prince Ital Joe      | amerikai zenész                                                 | 038 |                 |
| május 15. | Sacha Vierny         | francia operatőr                                                | 081 | –               |
| május 15. | Jean-Philippe Lauer  | brit egyiptológus                                               | 099 |                 |
| május 14. | Mauro Bolognini      | olasz filmrendező, forgatókönyvíró                              | 078 | –               |
| május 13. | Salvador Garmendia   | venezuelai író                                                  | 072 |                 |
| május 13. | Jason Miller         | amerikai drámaíró, színész                                      | 062 |                 |
| május 13. | R. K. Narayan        | indiai író                                                      | 094 |                 |
| május 12. | Perry Como           | amerikai énekes, színész, televíziós személyiség                | 088 |                 |
| május 12. | Didi                 | kétszeres világbajnok (1958, 1962) brazil labdarúgó             | 072 |                 |
| május 11. | Douglas Adams        | angol író                                                       | 049 |                 |
| május 11. | Klaus Schlesinger    | német író, újságíró                                             | 064 | [ halott link ] |
| május 11. | Szuhay Balázs        | színész                                                         | 065 |                 |
| május 10. | Turi Ferro           | olasz színész                                                   | 080 |                 |
| május 9.  | Níkosz Szampszón     | ciprusi görög újságíró és szélsőséges nacionalista politikus    | 066 | –               |
| május 7.  | Joseph Greenberg     | amerikai nyelvész, nyelvtipológus                               | 085 |                 |
| május 7.  | Simon Slåttvik       | olimpiai bajnok (1952) norvég síző                              | 083 | –               |
| május 6.  | Nemere Zoltán        | kétszeres olimpiai bajnok vívó                                  | 059 |                 |
| május 5.  | Szántó Tibor         | Kossuth-díjas magyar könyvművész, grafikus                      | 089 |                 |
| május 4.  | Anne Anastasi        | amerikai pszichológus                                           | 092 |                 |
| május 4.  | Arne Sucksdorff      | svéd filmrendező, fotográfus, dokumentumfilmes                  | 084 |                 |
| május 3.  | Vörös Vince          | politikus (FKgP), országgyűlési képviselő                       | 090 | –               |

## Április
| Dátum       | Név                    | Foglalkozás / tisztség | Kor | Forrás |
| ----------- | ---------------------- | --- | --- | ------ |
| április 30. | Andreas Kupfer         | válogatott német labdarúgó, fedezet | 086 | –      |
| április 29. | Barend Biesheuvel      | holland jogász, politikus, miniszterelnök (1971–1973) | 081 |        |
| április 29. | Andy Phillip           | amerikai kosárlabdázó és -edző | 079 |        |
| április 28. | Ken Hughes             | angol filmrendező (Casino Royale) | 079 |        |
| április 28. | Kelen Tibor            | operaénekes (tenor), izraelita kántor | 063 |        |
| április 26. | Guy Butler             | dél-afrikai költő, író | 083 |        |
| április 26. | Ruth Hellberg          | német színésznő | 094 |        |
| április 25. | Baranyó Sándor         | festőművész | 080 | –      |
| április 25. | Michele Alboreto       | olasz autóversenyző | 044 |        |
| április 24. | Josef Peters           | német autóversenyző | 086 |        |
| április 23. | David Mathieson Walker | amerikai űrhajós | 056 |        |
| április 21. | Lükő Gábor             | néprajzkutató, szociológus | 091 |        |
| április 19. | Pierre Versins         | francia író, esszéista, sci-fi-specialista | 078 |        |
| április 16. | Giacomo Gentilomo      | olasz rendező | 092 |        |
| április 15. | Joey Ramone            | amerikai énekes, dalszövegíró (Ramones) | 049 | –      |
| április 14. | Jim Baxter             | skót labdarúgó | 061 |        |
| április 14. | Holup János            | magyar sportlövő, olimpikon | 078 |        |
| április 14. | Tesigahara Hirosi      | japán filmrendező (A homok asszonya) | 074 | –      |
| április 11. | Saly Németh László     | festőművész | 080 | –      |
| április 7.  | David Graf             | amerikai színész (Rendőrakadémia) | 050 |        |
| április 7.  | Radó Vilmos            | színész | 087 |        |
| április 7.  | Beatrice Straight      | amerikai színésznő | 086 |        |
| április 5.  | Papp Ferenc            | akadémikus, a magyarországi és nemzetközi russzisztika és alkalmazott nyelvészet kimagasló alakja, a magyar számítógépes nyelvészeti kutatások megindítója | 070 |        |
| április 4.  | Ramón Mendoza          | spanyol üzletember | 074 |        |
| április 4.  | Liisi Oterma           | finn csillagász | 086 | –      |
| április 3.  | Vigh Imre              | olimpikon birkózó, edző | 063 |        |
| április 2.  | Eino Ruutsalo          | finn festő és filmrendező | 079 |        |
| április 2.  | Gina Mastrogiacomo     | amerikai színész | 039 | –      |
| április 2.  | Jennifer Syme          | amerikai színésznő | 028 |        |

## Március
| Dátum       | Név                      | Foglalkozás / tisztség | Kor | Forrás |
| ----------- | ------------------------ | --- | --- | ------ |
| március 31. | Jean-Marc Bory           | svájci színész (Agymosás) | 067 |        |
| március 31. | Clifford Shull           | Nobel-díjas amerikai fizikus | 085 |        |
| március 31. | Vayer Lajos              | Széchenyi-díjas művészettörténész, az MTA rendes tagja (1991)                                                                               | 087 |        |
| március 31. | Záray Márta              | magyar táncdalénekes | 074 |        |
| március 29. | Helge Ingstad            | norvég jogász, író, régész, felfedező | 101 |        |
| március 22. | William Hanna            | amerikai rajzfilmkészítő | 090 | –      |
| március 22. | Sabiha Gökçen            | Törökország első női pilótája, a világ első női harci pilótája, Mustafa Kemal Atatürk államalapító nyolc örökbe fogadott gyermekének egyike | 088 | –      |
| március 22. | Toby Wing                | amerikai színésznő | 085 |        |
| március 20. | Ilie Verdeț              | román kommunista politikus, miniszterelnök (1979–1982); Nicolae Ceaușescu pártfőtitkár sógora                                               | 075 | –      |
| március 17. | Ralph Thomas             | brit filmrendező | 085 |        |
| március 16. | Pak Cshunghun            | dél-koreai katonatiszt, politikus, miniszterelnök, államfő                                                                                  | 082 | –      |
| március 16. | Tasnády Fekete Mária     | romániai magyar színésznő | 089 |        |
| március 15. | Obersovszky Gyula        | író | 074 |        |
| március 15. | Ann Sothern              | amerikai színésznő | 092 | –      |
| március 14. | Ramon Barnils i Folguera | katalán újságíró | 060 |        |
| március 13. | Encarnación Alzona       | fülöp-szigeteki történész, feminista aktivista                                                                                              | 105 |        |
| március 13. | Antonia Palacios         | venezuelai író | 096 | –      |
| március 12. | Fasang Árpád             | karnagy | 088 |        |
| március 12. | Robert Ludlum            | amerikai író | 073 |        |
| március 12. | Sidney Dillon Ripley     | amerikai ornitológus, természetvédő | 087 |        |
| március 10. | Michael Woodruff         | angol kutató sebészorvos | 091 | –      |
| március 9.  | Földessy Géza            | színész, színházi rendező, színigazgató | 095 | [ 8 ]  |
| március 8.  | Ninette de Valois        | ír balett-táncosnő, koreográfus, a londoni Királyi Balett megalapítója                                                                      | 102 |        |
| március 6.  | Jim Taylor               | angol labdarúgó | 083 | –      |
| március 4.  | Jean Bazaine             | francia festő | 096 |        |
| március 4.  | Petress Zsuzsa           | színésznő, primadonna | 072 |        |
| március 2.  | Kopácsi Sándor           | 1956-ban Budapest rendőrfőnöke, a Nemzetőrség helyettes főparancsnoka                                                                       | 079 |        |

## Február
| Dátum       | Név                       | Foglalkozás / tisztség                                                             | Kor | Forrás |
| ----------- | ------------------------- | ---------------------------------------------------------------------------------- | --- | ------ |
| február 27. | José García Nieto         | Cervantes-díjas spanyol író                                                        | 086 |        |
| február 27. | Orvos András              | súlyemelő, mesteredző                                                              | 075 |        |
| február 26. | G. Dénes György           | Kossuth-díjas költő                                                                | 085 |        |
| február 26. | Duke Nalon                | amerikai autóversenyző                                                             | 087 | –      |
| február 26. | Arturo Uslar Pietri       | venezuelai író, újságíró, politikus                                                | 094 |        |
| február 25. | Édouard Artigas           | olimpiai és világbajnok francia párbajtőrvívó                                      | 094 | –      |
| február 25. | Don Bradman               | ausztrál krikettjátékos                                                            | 092 | –      |
| február 24. | Claude Shannon            | amerikai híradástechnikai mérnök és matematikus, az információelmélet megalapítója | 084 | –      |
| február 23. | Robert Enrico             | francia filmrendező, forgatókönyvíró                                               | 069 |        |
| február 23. | Sergio Mantovani          | olasz autóversenyző                                                                | 071 | –      |
| február 20. | Rosemary DeCamp           | amerikai színésznő                                                                 | 090 |        |
| február 20. | Donella Meadows           | amerikai környezettudós                                                            | 059 |        |
| február 20. | Nam Szungnjong            | olimpiai bronzérmes koreai maratoni futó                                           | 088 | –      |
| február 19. | Stanley Kramer            | amerikai filmrendező, producer                                                     | 087 |        |
| február 19. | Charles Trenet            | francia sanzonénekes, dalszerző                                                    | 087 |        |
| február 18. | Dale Earnhardt            | amerikai NASCAR autóversenyző                                                      | 049 |        |
| február 17. | Richard Wurmbrand         | zsidó származású román evangélikus lelkész                                         | 091 | –      |
| február 16. | Howard W. Koch            | amerikai filmrendező, producer                                                     | 084 |        |
| február 13. | Ugo Fano                  | olasz-amerikai elméleti fizikus                                                    | 088 |        |
| február 13. | Zomborszky János          | állattenyésző és gazdálkodó, a Demokrata Néppárt országgyűlési képviselője         | 088 | –      |
| február 12. | Kristina Söderbaum        | svéd-német színésznő                                                               | 088 |        |
| február 11. | Óno Maszao                | japán labdarúgó                                                                    | 077 | –      |
| február 10. | Lewis Arquette            | amerikai színész, forgatókönyvíró, producer                                        | 065 |        |
| február 9.  | Herbert Simon             | Nobel-díjas amerikai politológus, közgazdász és pszichológus                       | 084 |        |
| február 7.  | Dale Evans                | amerikai színésznő, énekesnő, dalszerző                                            | 088 |        |
| február 7.  | Mihail Boriszovics Golant | szovjet-orosz tudós, mérnök                                                        | 078 | –      |
| február 7.  | King Moody                | amerikai színész                                                                   | 071 |        |
| február 5.  | Jean Davy                 | francia színész (A chateauvalloni polgárok)                                        | 089 |        |
| február 4.  | J. J. Johnson             | amerikai dzsessz-trombonos                                                         | 077 |        |
| február 4.  | Jánisz Xenákisz           | görög–francia zeneszerző és építész                                                | 078 | –      |
| február 1.  | Rafael Lapesa             | spanyol filológus                                                                  | 092 |        |

## Január
| Dátum          | Név                       | Foglalkozás / tisztség                                   | Kor | Forrás |
| -------------- | ------------------------- | -------------------------------------------------------- | --- | ------ |
| Ismeretlen nap | Szepesy Gyula             | nyelvész, fordító                                        | 087 |        |
| január 31.     | Gordon Rupert Dickson     | kanadai-amerikai tudományos-fantasztikus író             | 077 |        |
| január 31.     | Orosz Mihály              | magyar középiskolai tanár, országgyűlési képviselő       | 095 | –      |
| január 30.     | Jean-Pierre Aumont        | francia színész                                          | 090 | –      |
| január 30.     | Szénási Sándor            | református lelkész, költő, műfordító                     | 075 |        |
| január 28.     | Stephen Malcolm           | jamaicai labdarúgó                                       | 030 | –      |
| január 27.     | Juhász Bertalan           | magyar építőmérnök                                       | 069 | –      |
| január 24.     | Dick Whittinghill         | amerikai színész, rádiós lemezlovas                      | 087 |        |
| január 18.     | Sinkovits Imre            | színművész, A Nemzet Színésze                            | 072 |        |
| január 18.     | Laurent-Désiré Kabila     | a Kongói Demokratikus Köztársaság elnöke                 | 061 |        |
| január 16.     | Jules Vuillemin           | francia filozófus                                        | 080 |        |
| január 15.     | Keresztesi Béla           | erdőmérnök, az MTA tagja                                 | 079 | –      |
| január 15.     | Kaija Siren               | finn építész                                             | 080 |        |
| január 12.     | Csermák József            | olimpiai bajnok kalapácsvető                             | 068 |        |
| január 12.     | Adhemar da Silva          | olimpiai bajnok (1952 és 1956) brazil atléta, hármasugró | 073 |        |
| január 12.     | William Redington Hewlett | a Hewlett–Packard egyik alapítója                        | 087 |        |
| január 11.     | Oliver Robert Gurney      | brit történész, assziriológus, hettitológus              | 090 |        |
| január 11.     | Vera Romanova             | orosz hercegnő                                           | 094 | –      |
| január 8.      | Paul Vanden Boeynants     | belga politikus, miniszterelnök (1966–1968 és 1978–1979) | 081 | –      |
| január 8.      | Tobak Tibor               | második világháborús vadászpilóta                        | 079 | –      |
| január 6.      | Székely Erzsébet          | erdélyi magyar irodalomtörténész, tankönyvíró, műfordító | 078 | –      |
| január 5.      | G. E. M. Anscombe         | brit analitikus filozófus                                | 081 | –      |
| január 4.      | Ilma Grace Stone          | ausztrál botanikus, briológus                            | 087 | –      |
| január 2.      | Zámbó Jimmy               | énekes                                                   | 042 |        |
| január 1.      | Ray Walston               | amerikai színész                                         | 086 |        |